# Étienne Pouliot
Pour les articles homonymes, voir Pouliot.
Étienne Pouliot est un homme politique français né le 20 décembre 1843 à Saint-Junien (Haute-Vienne) et décédé le 10 janvier 1883 à Cannes (Alpes-Maritimes).
Médecin, en 1869, il est conseiller général en 1877 et député de la Haute-Vienne de 1880 à 1881 et de 1882 à 1883, siégeant dans la majorité républicaine.

## Sources
- « Étienne Pouliot », dans Adolphe Robert et Gaston Cougny, Dictionnaire des parlementaires français, Edgar Bourloton, 1889-1891 [détail de l’édition]
- Ressource relative à la vie publique :   - Base Sycomore